# Heinrich Wilhelm Josias Thiersch
Heinrich Wilhelm Josias Thiersch, född den 5 november 1817 i München, död den 3 december 1885 i Basel, var en tysk teolog, irvingianismens främste representant i Tyskland. Han var son till Friedrich Thiersch och far till Friedrich von Thiersch.
Thiersch blev 1838 lärare vid missionsskolan i Basel, 1840 docent i Erlangen, 1843 extra ordinarie och 1846 ordinarie professor i Marburg. Bland Thierschs vetenskapliga arbeten från denna hans tidigare verksamhetsperiod kan särskilt nämnas Versuch zur Herstellung des historischen Standpunktes für die Kritik der neutestamentlichen Schriften (1845), en av de mera uppmärksammade stridsskrifterna mot F.C. Baurs och den till honom sig slutande Tübingenskolans teorier, och framför allt Vorlesungen über Katholicismus und Protestantismus (1846, 2:a upplagan 1848), som i bedömandet av den romerska katolicismen väl röjer starkt irenisk tendens, men i stort sett dock står på klart reformatorisk ståndpunkt och ger en intressant, delvis genial framställning av protestantismens egenart. Redan under sin docenttid i Erlangen hade Thiersch emellertid trädt i beröring med representanter för den irvingianska rörelsen och rönt starkt intryck av dess romaniserande och karismatisk-eskatologiska idéer. År 1847 vanns han genom rörelsens apostel för Tyskland, Thomas Carlyle, helt för densamma. Hans övergång väckte stort uppseende. Hur överraskande emellertid än ett sådant steg av en kritiskt skolad teolog måste synas, saknade det dock inte anknytningar i Thierschs tidigare utveckling och åskådning. Ett visst svärmiskt drag hörde från början till hans naturell. Och hans starkt pessimistiska syn på protestantismens läge, dess, som han menade, till hjälplös splittring ledande individualism och subjektivism och den evangeliska kyrkans osjälvständighet gentemot staten och beroende av allehanda världsliga inflytanden hade redan tidigt å ena sidan hos honom väckt till liv en längtan efter en starkare, objektiv auktoritet och en fastare utbyggnad av den kyrkliga organisationen och å den andra länkat hans intresse in i eskatologiska tankebanor. Efter sin övergång till irvingianismen kvarstod Thiersch till en början vid sin professur. Småningom visade sig emellertid hans ställning ohållbar, och 1850 nedlade han för alltid sin teologiska lärarverksamhet. Dock släppte han aldrig sina vetenskapliga intressen. Under några år, från 1858, innehade han i Marburg en docentur i klassisk filologi och antikens historia. Och ända till sin död utvecklade han en mycket rik produktion på de mest skiftande områden – kyrkohistoriens, biografins, etikens, uppbyggelselitteraturens, men även astronomins – och stod alltjämt i livligt personligt tankeutbyte med teologer av olika denominationer. Särskilt knöt han efter Första vatikankonsiliet förbindelser med de gammalkatolska teologerna, främst Ignaz von Döllinger. Bland hans arbeten från denna tid kan nämnas Die Kirche im apostolischen Zeitalter (1852; 3:e upplagan 1877, svensk översättning 1882), en värdefull och, trots de här och där framskymtande irvingianska specialteorierna, dock anmärkningsvärt objektiv framställning, samt den i vida kretsar populära skriften Über christliches Familienleben (1854; 8:e upplagan 1889; svensk översättning 1855, 1864, 1890). Sin egentliga ämbetsverksamhet ägnade emellertid Thiersch under sin senare period åt de irvingianska församlingarna på kontinenten, inom vilka han beklädde en rad allt inflytelserikare poster. Från Marburg flyttade han 1864 till München och därifrån 1869 till Augsburg. Från 1875 till sin död var han bosatt i Basel som "herde" eller överledare för samtliga irvingianska församlingar i Schweiz, Sydtyskland och Österrike.